# گیاه‌خوار (رمان)
گیاهخوار (채식주의자) رمانی ۳ بخشی نوشته هان کانگ نویسنده اهل کره جنوبی و برنده جایزه نوبل در سال ۲۰۲۴ است که برای اولین بار در سال ۲۰۰۷ منتشر شد. رمان، داستان زنی کره‌ای مقیم سئول را روایت می‌کند که تصمیم می‌گیرد دیگر گوشت نخورد و گیاهخوار شود. این کتاب روایت زندگی دو خواهر است در کرهٔ جنوبیِ امروز و داستان انتخاب‌هایشان را بر بستری از فرهنگ و غذاهای کره ای روایت می‌کند. این کتاب پس از آن که به دست دبورا اسمیت به انگلیسی ترجمه شد، در سال ۲۰۱۶ توانست جایزه ادبی بوکر بین‌المللی را از آن خود کند. این کتاب همچنین برندهٔ جوایز یی سانگ ۲۰۱۵ و جایزهٔ لیبراتور پرایس فرانکفورت ۲۰۱۷ شده‌است. دبورا اسمیت مترجم انگلیسی این کتاب هم جایزهٔ ترجمه برده‌است و به علاوه هان کانگ پس از برنده شدنِ جایزهٔ نقدیِ من بوکر، آن را با مترجم انگلیسی اش نصف کرد.